# Rijksstad Zell am Harmersbach
De rijksstad Zell am Harmersbach was een tot de Zwabische Kreits behorende rijksstad binnen het Heilige Roomse Rijk.

## Geschiedenis
In 1139 werd de plaats als Cella voor het eerst vermeld. De naam Zell verwijst naar een kloostercel van het klooster Gengenbach. Het klooster verleende zijn vestiging aan de Harmersbach stadsrechten. De rechten die de hertogen van Zähringen hebben, kwamen na hun uitsterven in 1218 aan keizer Frederik II. Na 1268 werd de stad rijksvrij.
Omstreeks 1550 breidden de aartshertogen van Oostenrijk hun macht in de regio uit door de inlijving van het rijksgoed in de Ortenau. Dit vormde een bedreiging voor de zelfstandigheid van de rijksstad. In vereniging met de naburige rijkssteden Offenburg en Gengenbach werd deze verdedigd.
De stad was de kleinste van alle vrije rijkssteden, maar heeft wel vier onderhorige dorpen: Nordrach, Biberach, Oberharmersbach en Niederharmersbach. Er was een voortdurende strijd tussen de stad en de naar onafhankelijkheid strevende boeren in de dorpen. In 1718 werd de stad gedwongen de onafhankelijkheid van het rijksdal Harmersbach te erkennen.
In de Reichsdeputationshauptschluss van 25 februari 1803 werd in paragraaf 5 de inlijving bij het nieuwe keurvorstendom Baden vastgesteld.